# 매니악: 슬픈 살인의 기록
《매니악: 슬픈 살인의 기록》(영어: Maniac)은 2012년 공개된 미국과 프랑스의 심리 슬래셔 영화이다. 1981년 영화 《매니악》의 리메이크 작품이다.
이 영화는 프랑스 영화사 라 프티트 렌(La Petite Reine)과 스튀디오 37(Studio 37)이 제작한 국제 공동 제작물이다. 1980년 원작 영화가 뉴욕을 배경으로 한 것과 달리 이 영화 각본을 쓴 알렉상드르 아자와 그레고리 르바쇠르는 배경을 로스앤젤레스로 선택했다.

## 줄거리
프랭크 지토는 조현병을 앓는 젊은 남성으로, 최근 어머니가 사망한 후 가족이 운영하던 마네킹 복원 사업을 이어받는다. 어린 시절 어머니에게 성적으로 학대 받은 트라우마를 가진 프랭크는, 자신의 행복했던 기억인 어머니가 밤에 외출하기 전 머리를 빗겨주던 순간을 재현하기 위해 여성들을 살해하고 그들의 머리 가죽을 벗겨 마네킹에 붙인다. 
온라인 데이팅 사이트를 통해 루시라는 여성과 데이트를 하게 된 프랭크는 그녀의 아파트에서 그녀를 목 졸라 살해하고 머리 가죽을 가져와 마네킹에 붙인다. 어느 날 프랭크는 자신의 가게 앞에서 사진작가 애나가 마네킹 사진을 찍고 있는 것을 발견하고 그녀를 가게로 초대한다. 애나는 프랭크의 마네킹 복원 작업에 매료되고, 둘은 친구가 되어 함께 전시회를 준비하게 된다. 프랭크는 애나에게 사랑을 느끼고 폭력 충동을 억제하기 위해 약을 복용하기 시작하지만, 결국 또 다른 여성을 살해하고 그녀의 머리 가죽을 마네킹에 붙인다.
전시회 개막식에서 프랭크는 애나의 남자친구 제이슨과 멘토 리타를 만나게 된다. 둘은 마네킹에 대한 프랭크의 관심을 조롱하고 그의 성적 지향을 의심한다. 격분한 프랭크는 리타를 따라가 욕조에서 그녀를 제압하고 침대에 묶은 뒤, 어머니와 동일시하며 분노를 표출하며 살아있는 그녀의 머리 가죽을 벗긴다.
다음 날 프랭크는 리타의 살해 소식을 듣고 슬퍼하는 애나를 위로하러 그녀의 아파트에 간다. 하지만 무심코 범인만이 알 수 있는 정보를 언급하면서 정체가 들통나고, 애나는 프랭크가 살인자임을 깨닫는다. 애나는 칼로 프랭크의 손을 찌르고 방에 숨지만, 프랭크는 문을 부수고 들어와 그녀를 질식해 기절시킨다. 프랭크는 애나를 밴에 싣고 집으로 향하지만, 정신을 차린 애나가 마네킹 손에 붙어있던 철근으로 프랭크를 찌른다. 애나는 도망치고, 지나가던 차가 피투성이가 된 프랭크를 치어버린다. 마지막 힘을 짜낸 프랭크는 결국 죽어가는 애나의 머리 가죽을 벗겨낸다.
프랭크는 집으로 돌아와 애나의 머리카락을 웨딩드레스를 입은 마네킹에 붙인다. 부상으로 죽어가던 프랭크는 환각 속에서 마네킹들이 자신의 희생자들로 변해 자신을 찢어발기는 모습을 본다. 결국 얼굴이 뜯겨나가 마네킹 머리가 드러나는 환각을 보며 죽음을 맞이한다. 다음 날 경찰특공대가 그의 아파트를 급습하고, 옷장 안에서 프랭크의 시신과 그의 수집품인 머리 가죽들을 발견한다.

## 출연
- 일라이자 우드
- 노라 아르네제데르
- 잰 브로버그
- 리앤 밸러밴
- 아메리카 올리보
- 모갠 슬렘프
- 샐 랜디
- 새미 로티비
- 메건 더피

## 기타 제작진
- 배역: 리사 필즈
- 의상: 마리 치점
- 조연출: 존 데이비드 데니슨, 맷 헨더슨